# Искаков, Болат Газизович
Болат Газизович Искаков (род. 9 февраля 1947 года, п. Уштобе, Талды-Курганская обл., Казахская ССР, СССР) — советский и казахский государственный деятель, представитель высшего командования Вооружённых сил Республики Казахстан, генерал-майор юстиции, командующий Республиканской гвардией (1999—2000, 2002—2006), Министр внутренних дел Республики Казахстан (2000—2002), Чрезвычайный и полномочный посол Республики Казахстан в Белоруссии, Постоянный представитель при Уставных органах СНГ по совместительству (2006—2008).

## Биография
Родился 9 февраля 1947 года в посёлке Уштобе Талды-Курганской области.
Трудовую деятельность начал в 1966 году преподавателем Каскеленской средней школы (Алма-Атинская область).
С 1967 года устроился рабочим забоя шахты № 38 треста «Ленинуголь» (гор. Караганда).
В 1974 году окончил Карагандинскую высшую школу МВД СССР.
С августа 1974 года — работа в отделе уголовного розыска УВД исполкома Карагандинского областного Совета депутатов трудящихся: сначала инспектор, затем старшим инспектором.
В августе 1979 года поступает в Академию Министерства внутренних дел СССР (гор. Москва), которую оканчивает в 1981 году.
В 1981 году возвращается в отдел уголовного розыска УВД исполкома Карагандинского областного Совета народных депутатов старшим инспектором, затем назначается заместителем начальника по оперативной работе.
С 1983 по 1985 годы — начальник ОВД исполкома Шахтинского городского Совета народных депутатов Карагандинской области.
С 1985 по 1991 годы — начальник УВД исполкома Карагандинского городского Совета народных депутатов.
С февраля по декабрь 1991 года занимал должность начальника Управления охраны общественного порядка Министерства внутренних дел Республики Казахстан.
С декабря 1991 по октябрь 1992 — заместитель Министра внутренних дел Республики Казахстан.
С октября 1992 по июнь 1995 — первый заместитель Министра внутренних дел Республики Казахстан.
В июне-ноябре 1995 года — начальник Алматинской высшей школы МВД Республики Казахстан.
В 1995-1997 годах — начальник управления Государственного следственного комитета Республики Казахстан по Алматинской области.
С января по ноябрь 1997 — начальник департамента Государственного следственного комитета Республики Казахстан по Жамбылской области.
С ноября 1997 по декабрь 1999 — начальник юридического колледжа МВД Республики Казахстан.
В 1999-2000 годах — командующий республиканской гвардией Республики Казахстан.
С декабря 2000 по июнь 2001 — министр внутренних дел Республики Казахстан — командующий внутренними войсками Республики Казахстан
С июня 2001 по январь 2002 — Министр внутренних дел Республики Казахстан
В январе 2002 года вновь возглавляет республиканскую гвардию.
17 апреля 2006 года Указом Президента Республики Казахстан назначен Чрезвычайным и Полномочным Послом Республики Казахстан в Республике Беларусь, Постоянным Представителем при Уставных органах СНГ по совместительству.
28 ноября 2008 года освобождён от исполнения обязанностей в связи с переходом на другую работу.

## Награды
- Орден «Данк» II степени (2005)
- Орден Курмет (2017)[3]
- Медаль «20 лет Астане» (2018)[4]
- 14 медалей
- 24 медали СССР и РК
- Заслуженный работник МВД СССР
- Почётный ветеран органов МВД РК